# Ghiacciaio Zaneveld
Il Ghiacciaio Zaneveld (in lingua inglese: Zaneveld Glacier), è un largo ghiacciaio tributario antartico, che fluisce in direzione nordovest dall'Altopiano Antartico tra il Roberts Massif e le Cumulus Hills, per andare infine a confluire nella parte superiore del Ghiacciaio Shackleton, nei Monti della Regina Maud, in Antartide.
La denominazione è stata assegnata dall'Advisory Committee on Antarctic Names (US-ACAN) in onore di Jacques S. Zaneveld (1909-2001), biologo dell'United States Antarctic Research Program (USARP) presso la Stazione McMurdo nel 1963-64 e nel 1964-65, che inoltre partecipò al viaggio di ricerca della nave rompighiaccio  USS Glacier, tra gennaio e marzo 1965.